# Санчес-Магальянес
Са́нчес-Магалья́нес (исп. Sánchez Magallanes), полное официальное название: Коронель-Андре́с-Са́нчес-Магалья́нес (исп. Coronel Andrés Sánchez Magallanes) — небольшой портовый город в Мексике, в штате Табаско, входит в состав муниципалитета Карденас. Численность населения, по данным переписи 2020 года, составила 5518 человек.

## Общие сведения
Город назван в честь полковника Андреса Санчеса Магальянеса, отличившегося в войне против французских захватчиков.
Берналь Диас в своей книге «Правдивая история завоевания Новой Испании» упоминает деревню Аягуалулько, находившуюся в этом месте, мимо которой проходила экспедиция Кортеса в 1518 году.
В 1680-х годах, из-за набегов английских пиратов, местные жители были вынуждены покинуть деревню и уйти вглубь материка.
В XIX веке поселение возродилось под названием Барра-де-Санта-Ана, а позднее получило статус вильи и современное название.
Са́нчес-Магалья́нес расположен в 93 км от муниципального центра, города Эройка-Карденас, и в 130 км от столицы штата, города Вильяэрмосы.
Основными видами деятельности являются: рыбная ловля, разведение устриц, небольшие плантации и животноводство, а также туристический бизнес. Помимо этого, в городе располагаются структуры компании Petróleos Mexicanos.

## Население
| Год  | Численность | Численность |
| ---- | ----------- | ----------- |
| 2000 | 7974        | [ 8 ]       |
| 2005 | 7277        | [ 9 ]       |
| 2020 | 9787        |             |